# Rhodopina javana
Rhodopina javana är en skalbaggsart som först beskrevs av Aurivillius 1907.  Rhodopina javana ingår i släktet Rhodopina och familjen långhorningar. Inga underarter finns listade i Catalogue of Life.